# زيارة إندونيسيا العام
زيارة إندونيسيا العام كانت تدشين للعهد الجديد الإندونيسي في سلسلة من سنوات من الترويج لإندونيسيا لدعم صناعة السياحة العالمية. كانت الحملة يعتبر جزءًا من زيارة إندونيسيا العقد. أعلن سوهارتو عن كل عام في باية السنوات خلال فترة وجوده في السلطة، وكانت قراراته الرئاسية هي التي جعلت تشغيل السنوات تعمل ضمن العملية الحكومية. كجزء من الخطة الخمسية 1994/1995 - 1999/2000، حددت الحكومة هدفًا يتمثل في 6.5 مليون سائح أجنبي، حيث قدرت الحكومة أن يجلبون 9 مليارات دولار أمريكي من العملات الأجنبية، مع 84.2 مليون سائح محلي ينفقون 9 تريليون روبية. كان من المأمول أن توفر السياحة 900.000 وظيفة جديدة.
كانت السنة الأولى هي زيارة إندونيسيا العام 1991، وكانت آخر حملة رئيسية هي «زيارة إندونيسيا العام 2008» التي بدأت لإحياء ذكرى مرور 100 عام على الصحوة الوطنية الإندونيسية في عام 1908. وفي يناير 2011 تم إيقاف العلامة التجارية «زوروا إندونيسيا» وتغييرها إلى حملة «إندونيسيا الرائعة».

## زيارة المواضيع اندونيسيا
- 1993 - سنة البيئة.
- 1994 - دور المرأة في التنمية والشباب والرياضة
- 1995 - الذكرى الخمسون لاستقلال جمهورية إندونيسيا (الذكرى الذهبية)
- 1996 - البحر والجو
- 1997 - سنة الاتصالات
- 1998 - سنة الفن والثقافة
- 1999 - سنة الهندسة والحرف
- 2000 - استخدام التكنولوجيا لرفع مستوى المعيشة

تمت إعادة استمرارها بعد بضع سنوات من الغياب في عام 2008 مع موضوع الاحتفال بـ 100 عام من الصحوة الوطنية.
- 2008 - الاحتفال بالذكرى المئوية للصحوة الوطنية. خلال هذه الحملة تم تقديم شعار منحنيات جارودا الملونة بأسلوب منمق.[7]
- من عام 2008 إلى عام 2010 - كانت العلامة التجارية زوروا إندونيسيا لا تزال قيد الاستخدام، ولكن بدون موضوع محدد كما كان في عام 2008.
- 2025 - الاحتفال بالذكرى الثمانين لاستقلال إندونيسيا.
- 2028 - الاحتفال بالذكرى المئوية لتعهد الشباب.

## تغيير العلامة
في يناير 2011 أطلقت وزارة الثقافة والسياحة الإندونيسية حملة «إندونيسيا الرائعة». حلت حملة «إندونيسيا الرائعة» محل العلامة التجارية «زيارة إندونيسيا العام» السابقة التي استخدمتها الحملات الترويجية الرسمية للسياحة في العالم منذ عام 1991 وتم إعادة تنشيطها في عام 2008، على الرغم من أن شعار المنحنيات المصممة جارودا لا تزال مستعملة.